# 5 до н. е.

## Події
- Консули Імператор Цезар Август (11-й раз) і Луцій Корнелій Сулла. Консули-суфекти Луцій Вініцій, Квінт Гатерій, Гай Сульпіцій Гальба.
- Гай Цезар обраний консулом з відстрочкою вступу на посаду на 5 років та оголошений «принцепсом ювентутісом» (очільником молоді).
- Ірод убиває трьох своїх синів, у тому числі Антіпатра.
- Весна — Спалах нової зірки в сузір'ї Козерога.
- Діонісій Галікарнаський пише історичний працю «Римська давнина»

## Народилися
- 13 січня Імператор Гуан У правитель Китайської династії Пізня Хань.
- 25 грудня — Народження Ісуса Христа. Документально точна дата невідома.